# Crossocheilus obscurus
Crossocheilus obscurus är en fiskart som beskrevs av Tan och Maurice Kottelat 2009. Crossocheilus obscurus ingår i släktet Crossocheilus och familjen karpfiskar. Inga underarter finns listade i Catalogue of Life.